# (192642) 1999 RD32
1999 أر دي 32 (ويعرف أيضًا باسم (192642) 1999 أر دي 32 وفق تسمية الكوكب الصغير) (بالإنجليزية: 1999 RD32)‏ هو كويكب ضمن حزام الكويكبات؛ وترتيبه 192642 من حيث الاكتشاف.
اكتُشف هذا الجُرم الفلكي بواسطة بحث لنكولن عن الكويكبات القريبة من الأرض في 8 سبتمبر 1999.

## وصلات خارجية
- (192642) 1999 RD32 في قاعدة بيانات مختبر الدفع النفاث لأجرام النظام الشمسي الصغيرة

- الاكتشاف · مخطط المدار ·  العناصر المدارية · المعلمات المادية

- (192642) 1999 RD32 على موقع ويكي سكاي: DSS2, SDSS, GALEX, IRAS, Hydrogen α, X-Ray, Astrophoto, Sky Map, Articles and images